# Česlav Santarius
Česlav Santarius (* 17. září 1945) je osobností českého protestantismu a sektoru poskytování sociálních služeb.
Česlav Santarius byl synem evangelického pastora Vladislava Santariuse.
Vystudoval Vysokou školu ekonomickou v Bratislavě, později absolvoval čtyřsemestrální postgraduální studium v oboru řízení podniku. Pracoval jako systémový inženýr v Nové huti v Ostravě. Byl jedním ze zakladatelů Slezské diakonie, kterou v letech 1990–2010 vedl jako její ředitel, následně pracoval ve Slezské diakonii jako konzultant pro management.
Působil rovněž jako člen Církevní rady Slezské církve evangelické augsburského vyznání.
Je nositelem ocenění Osobnost roku 2009 v soutěži Cena kvality v sociálních službách za rok 2009. V roce 2019 se stal držitelem Ceny Rady vlády pro seniory a stárnutí populace v kategorii Osobnost-profesionál.